# ユリウス・ワイスバッハ
ユリウス・ルートヴィッヒ・ワイスバッハ（ドイツ語: Julius Ludwig Weisbach、1806年8月10日 - 1871年2月24日）は、ドイツの数学者、工学者。
ザクセン州ミルデナウで生まれ、フライベルクにて死去。流れの損失水頭を評価するダルシー・ワイスバッハの式を開発した。

## 人物・生涯
1822年から1826年までフライベルク工科大学に在籍し、その後ゲッティンゲンにてカール・フリードリヒ・ガウスと、ウィーンでフリードリッヒ・モースと共に学んだ。
1831年にフライベルクに戻って地元のギムナジウムで数学の教師を勤め、1833年にはフライベルク鉱山大学で数学と山岳機械の理論の教師となった。1836年には応用数学、力学、山岳機械の理論などいわゆる「鉱山測量」で教授となった。
『Lehrbuch der Ingenieur- und Maschinenmechanik』という本を執筆し、1845年から1863年までの間に何度も出版され、機械工学を学ぶ学生に影響を与えた。
また、ヘンリー・ダルシーの作った公式を改良し、これは現在、ダルシー・ワイスバッハの式として広く利用されている。
ドイツの鉱物学者アルビン・ワイスバッハ（アルビン・ユリウス・ワイスバッハ、1833年12月6日 - 1901年2月26日）はワイスバッハの息子に当たる。

## 著書
- Handbuch der Bergmaschinenmechanik (2 Bde., 1835/1836)
- Lehrbuch der Ingenieur- und Maschinenmechanik (3 Bde., 1845/1863)
- Der Ingenieur, Sammlung von Tafeln, Formeln und Regeln der Arithmetik, Geometrie und Mechanik (1848)
- Die neue Markscheidekunst und ihre Anwendung auf die Anlage des Rothschönberger Stollns bei Freiberg (1851)
- Anleitung zum axonometrischen Zeichnen (1857)